# Idrossocobalamina
L'idrossicobalamina è un composto chimico di formula C62H90CoN13O15P che in condizioni normali si presenta come un solido marrone/nero/rosso scuro inodore.

## Storia
L'idrossicobalamina venne isolata per la prima volta nel 1949 ed attualmente è presente nell'elenco dei medicinali essenziali dell'Organizzazione Mondiale della Sanità.

## Caratteristiche strutturali e fisiche
L'idrossicobalamina è la forma naturale della vitamina B12 e un membro della famiglia di composti della cobalamina.
La massa monoisotopica del composto è pari a 1.345,567066 Da. Dal punto di vista strutturale il composto presenta:
- 28 accettori di legami a idrogeno
- 17 donatori di legami a idrogeno
- 30 legami ruotabili
- 92 atomi pesanti
- 13 elementi stereogenici
- superficie polare = 484 Å²

## Sintesi del composto
Commercialmente viene prodotto utilizzando uno dei numerosi tipi di batteri.

## Reattività e caratteristiche chimiche
Il composto risulta solubile in metanolo (10 mg/mL) e igroscopico.
Biochimica
L'idrossicobalamina è un precursore di due cofattori o vitamine (vitamina B12 e metilcobalamina) che sono coinvolti in diversi sistemi biologici.

## Farmacologia e Tossicologia
Viene somministrato tramite iniezione intramuscolare o per fleboclisi.

### Farmacocinetica
Il legame con le proteine plasmatiche è molto alto (90%). Come altre cobalamine si lega principalmente a due specifiche proteine plasmatiche: la transcobalamina 1 (70%) e 2 (5%).
Viene metabolizzata a livello epatico. Parte viene escreta nelle urine, la maggior parte nelle prime 8 ore dopo la somministrazione.
L'emivita del composto si aggira intorno ai 6 giorni.

## Effetti ed usi clinici
L'idrossicobalamina contiene composti del cobalto che possono legarsi e detossificare il cianuro intercettando la cianidina prima che inibisca la respirazione cellulare. L'idrossicobalamina forma rapidamente cianocobalamina rimuovendo la cianidina dai tessuti che sarà poi eliminata per via renale.
Nota anche come vitamina B12a o vitamina B12 attiva, è una vitamina presente negli alimenti utilizzata come integratore alimentare.
Viene utilizzata per trattare la carenza di vitamina B12, inclusa l'anemia perniciosa, derivante da alcolismo, malassorbimento, teniasi, celiachia, ipertiroidismo, malattia del tratto epato-biliare, tumore al pancreas, malattie renali, stress prolungato, dieta vegana, macrobiotica e altre diete restrittive.
Viene utilizzata anche in caso di avvelenamento da cianuro, l'atrofia ottica di Leber e l'ambliopia tossica.

### Controindicazioni ed effetti collaterali
Gli effetti collaterali sono generalmente pochi e includono diarrea, bassi livelli di potassio nel sangue, reazioni allergiche e pressione alta.
Le dosi normali sono considerate sicure in gravidanza.

## Interferenze
L'idrossicobalamina interferisce con alcuni test di laboratorio:
- chimica clinica: creatinina, bilirubina totale e coniugata, trigliceridi, colesterolo, proteine totali, glucosio, albumina, fosfatasi alcalina, alanina aminotransferasi (ALT), amilasi, fosfato, acido urico, aspartato aminotransferasi (AST), creatina chinasi (CK), creatina chinasi isoenzima MB (CKMB), lattato deidrogenasi (LDH)
- ematologia: emoglobina (Hb), emoglobina corpuscolare media (MCH), concentrazione emoglobinica corpuscolare media (MCHC)
- coagulazione: tempo di tromboplastina parziale attivata (aPTT), tempo di protrombina (PT) Quick o INR.